# Algorytm odsprzęgania wej-wyj
Algorytm odsprzęgania wej-wyj – algorytm, którego zadaniem jest poprowadzenie efektora manipulatora robotycznego tak, aby poruszał się on po linii prostej. Przedstawiany on jest na pokazach, gdy zadaniem robota jest umycie szyby przy pomocy odpowiedniego narzędzia.
Manipulatory są skonstruowane głównie z elementów obrotowych. Dlatego też ich ruchy bez użycia algorytmu odsprzęgania przypominają łuki zamiast linii prostych. W takim przypadku nacisk efektora będzie różny dla punktów leżących na linii jego ruchu i możliwe jest zbicie szyby.

## Warunki stosowania
1. Manipulator nie może być redundantny, tzn. nie może być np. manipulatorem typu „trąba słonia”.
2. Liczba wyjść, którymi chcemy sterować jest równa liczbie wejść sterujących.
3. Konfiguracje realizujące ruch nie mogą być osobliwe.

## Wzory
Przekształcamy model matematyczny manipulatora do postaci:
{\displaystyle q''=-M^{-1}Cq'-M^{-1}G+M^{-1}u}
i wprowadzamy dwie nowe współrzędne {\displaystyle x,\xi {:}}
{\displaystyle x=q,}
{\displaystyle \xi =q'.}
Współrzędne te różniczkujemy po czasie, otrzymując:
{\displaystyle x'=\xi ,}
{\displaystyle \xi '=-M^{-1}C\xi -M^{-1}G+M^{-1}u=F+Hu} (zapis uproszczający dalsze wory),
{\displaystyle H=M^{-1}.}
Bierzemy i-te wyjście:
{\displaystyle y_{i}=k_{i}(q)=k_{i}(x),}
{\displaystyle y'_{i}={\frac {\partial }{\partial x}}k_{i}(x)\xi .}
Uzyskany wzór na pochodną x wstawiamy do wzoru na {\displaystyle i}-te wyjście, a następnie liczymy druga pochodną {\displaystyle y} po {\displaystyle t.} W ten sposób uzyskujemy:
{\displaystyle y''_{i}={\xi }^{T}{\frac {{\partial }^{2}k_{i}}{\partial x^{2}}}\xi +{\frac {\partial k_{i}}{\partial x}}[F(x,\xi )+H(x)u].}
Po raz kolejny upraszczamy zapis wzoru:
{\displaystyle y''_{i}=+P_{i}(x,\xi )+{\frac {\partial k_{i}}{\partial x}}[F(x,\xi )+H(x)u].}
Otrzymaliśmy wzór na jedno wyjście. Jeżeli policzymy kolejne wyjścia otrzymamy dokładnie taki sam wzór, a zatem ogólny wzór na wyjście układu będzie przedstawiał się następująco:
{\displaystyle y''=P(x,\xi )+J(x)H(x)u,}
gdzie:
{\displaystyle J(x)} to jakobian, {\displaystyle {\frac {\partial k}{\partial x}}.}
Układ jest sterowalny, gdy macierz pochodząca z iloczynu {\displaystyle J} i {\displaystyle H} jest odwracalna {\displaystyle (JM^{-1}\neq 0).}

## Sprzężenie zwrotne linearyzujące
Jako sygnał sterujący podajemy do układu sygnał w postaci: {\displaystyle u=M(x)J(x)^{-1}[-P+v],} gdzie {\displaystyle v} to nowe wejście. Dzięki temu uzyskujemy układ o wzorze: {\displaystyle y''=v,} który jest układem liniowym typu podwójny integator.

## Śledzenie trajektorii
Przy śledzeniu trajektorii stosujemy podobny zabieg jak w przypadku pozostałych algorytmów. Jako sygnał sterujący {\displaystyle v} podajemy:
{\displaystyle v=-k_{d}(y'-y_{d}')-k_{p}(y-y_{d})+y_{d}''.}
Po podstawieniu do równania uzyskujemy wzór:
{\displaystyle y''-y_{d}''+k_{d}(y'-y_{d}')+k_{p}(y-y_{d})=0,} a w ostateczności
{\displaystyle e''+k_{d}e'+k_{p}e=0,}
gdzie:
{\displaystyle e} – błąd,
{\displaystyle k_{p},k_{d}} – wzmocnienie części P oraz D sterownika typu PD (PID),
{\displaystyle y_{d}} – zadana trajektoria,
{\displaystyle y_{d}''} – korekcja.
Jeżeli macierze {\displaystyle k_{p}} oraz {\displaystyle k_{d}} spełniają warunek, że ich spektrum ma części rzeczywiste większe od zera, to błąd e będzie zmierzał do zera. A zatem można powiedzieć, że algorytm jest zbieżny.